# Lars Knudsen
Lars Ramkilde Knudsen (21 febbraio 1962) è un crittografo e crittanalista danese particolarmente attivo nell'analisi dei cifrari a blocchi, delle funzioni crittografiche di hash e dei MAC.

## Biografia
Dopo aver iniziato a lavorare in banca, Knudsen si è iscritto all'università di Århus nel 1984 ed ha iniziato lo studio della matematica e delle scienze informatiche. Nel 1992 ha conseguito un master mentre nel 1994 ha conseguito il dottorato. Dal 1997 al 2001 ha lavorato all'università di Bergen (Norvegia).
Al 2021 Knudsen era professore di matematica all'Università tecnica della Danimarca di Lyngby, nei pressi di Copenaghen.

## Pubblicazioni
Knudsen ha pubblicato l'analisi di una vasta gamma di primitive crittografiche, inclusi gli hash SHA-1 ed MD2 ed una dozzina di cifrari a blocchi: DES, DFC, IDEA, ICE, LOKI, MISTY, RC2, RC5, RC6, SC2000, Skipjack, Square e SAFER (il suffisso "SK" del cifrario "SAFER-SK" sembra significhi "Stop Knudsen" in riferimento al fatto che egli trovò delle debolezze in una precedente versione dell'algoritmo).
Knudsen ha anche disegnato alcuni cifrari, inclusi i candidati per l'AES DEAL e Serpent (quest'ultimo coprodotto con Ross Anderson e Eli Biham).
Ha introdotto la tecnica della crittanalisi differenziale impossibile e della crittanalisi integrale.